# 国際情報社
国際情報社（こくさいじょうほうしゃ）は、1922年から2002年まで存在した日本の出版社。化学工業新聞社社長の石原俊明によって設立され、『国際写真情報』『映画情報』『婦人グラフ』『家庭全科』『大法輪』などを発行していた。
ISBN出版社コードは7717。

## 略歴
- 1922年、京橋区山下町に有限会社として設立、『国際写真情報』創刊
- 1923年、関東大震災で社屋が焼失
- 1945年、空襲で社屋を焼失
- 1951年、渋谷区恵比寿に株式会社として復興
- 1966年、子会社として有限会社大法輪閣を設立
- 1969年、大法輪石原育英会を設立
- 2002年6月、会社清算

## 主な刊行物

### 雑誌

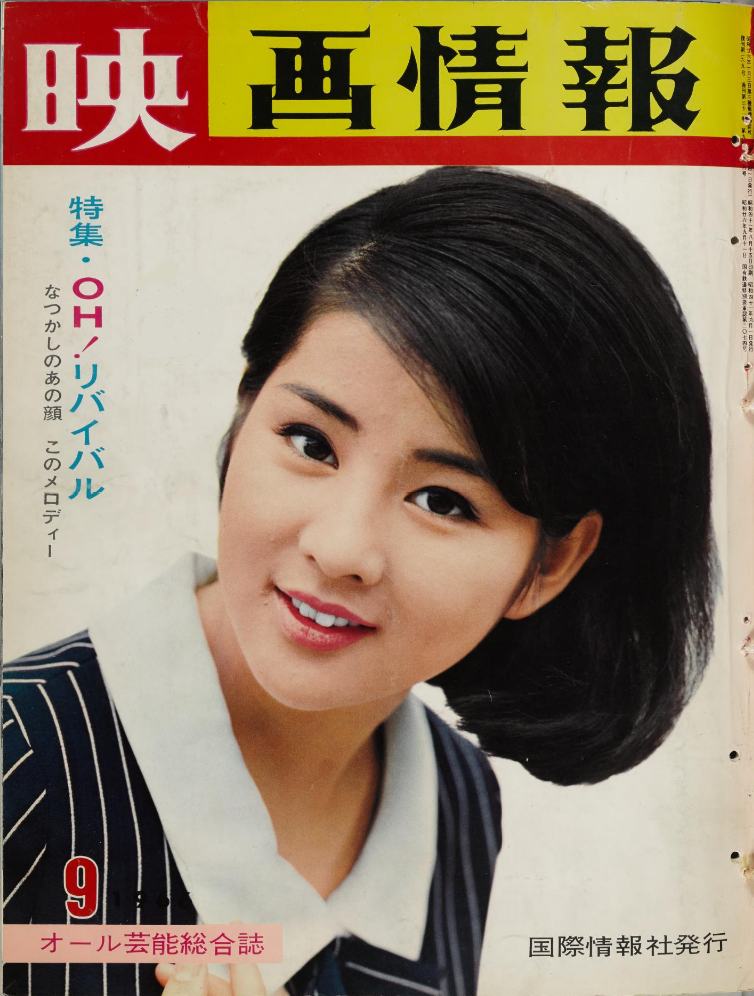
『映画情報』1966年9月号

『家庭全科』1959年創刊号

- 『国際写真情報』
- 『映画情報』
- 『国際写真タイムス』

1925年（大正14年）から1946年（昭和21年）まで刊行のグラフ誌。
- 『婦人グラフ』

1924年（大正13年）6月から1928年（昭和3年）3月まで刊行。毎号多色刷りの版画などを挟み込む贅沢な作りで、竹久夢二や伊東深水などが表紙や挿絵を担当した。
- 『世界画報』
- 『家庭全科』

1959年12月号から月刊刊行（1977年廃刊）。ハイクラスな家庭婦人向けのグラフ誌であった。菊倍判。
- 『大法輪』

1934年創刊。1966年以降は有限会社大法輪閣から刊行。

### シリーズ
- 『戦争文化史』
  - 1959年までに完結。全20巻。
- 『新しい日本』
  - 「文化地理シリーズ」。全24巻。A4デラックス判。
- 『児童ブック ことり』
  - 1961年から月刊発行し、全24巻で完結。波多野勤子監修。「文部省の指導要項に沿った副読本」。A4判。
- 『こども科学館』
  - 1963年までに完結。全24巻。A4判。
- 『特選 家庭料理集』
- 『これが新しい世界だ』
- 『新版わたしたちの地理』
- 『すばらしい世界』
- 『図鑑わたしたちの科学百科』
- 『世界の旅』
- 『世界の童話』
- 『世界の民話』
- 『たのしいクッキング』
- 『日本の地理』
- 『日本の美』
- 『日本の旅情』
- 『ふるさとへの旅』
- 『みんなが知ってる世界おとぎ話』
- 『目で見る大世界史』
- 『レディース・クッキング』
- 『わたしたちのかんさつ』
- 『わたしたちの学習』
- 『まんが日本昔ばなし』
- 『まんがはじめて物語』
- 『懐かしのメロデー 日本歌謡史』（1970年〜1971年。LPレコード、全20巻。原盤制作：コロムビアレコード）
  - 全巻購入特典として『耳で聞く昭和史（NHK録音集「昭和の記録」より）』がある。

## 子会社
- 国光印刷
- 大法輪閣